# Metropolis Pt. 2: Scenes from a Memory
Metropolis Pt. 2: Scenes from a Memory – piąty studyjny koncepcyjny album progresywnometalowego zespołu Dream Theater, wydany w 1999 roku. W warstwie tekstowej jest kontynuacją utworu Metropolis-part 1 będącego częścią albumu Images and Words i razem z częścią pierwszą będący operą rockową.
Skonstruowany na zasadzie dramatu, występuje podział na akty i sceny, tekst piosenek to monologi bohaterów. Główną postacią jest Nicholas, który na sesjach u hipnoterapeuty poznaje swą przeszłość. W poprzednim wcieleniu był młodą kobietą, Victorią Page. Była ona zakochana w Julianie Baynesie. On również ją kochał, jednak wpadł w nałóg hazardu. Victoria szukała pocieszenia u Eda, brata Juliana. Historia zakończyła się samobójczą śmiercią Juliana, który wcześniej zabił też Victorię. (Taka jest przynajmniej oficjalna wersja wydarzeń i w nią wierzy Nicholas). Nick, przekonany, że dowiedział się już wszystkiego, w ostatniej scenie kończy swe odwiedziny u hipnoterapeuty. Wydarzenia w rzeczywistości miały jednak inny przebieg i będą one miały wpływ na dalsze losy Nicka. Akt drugi kończy się jego śmiercią. Hipnoterapeuta okazuje się być kolejnym wcieleniem Eda.

## Lista utworów
1. "Scene One: Regression" (muzyka Petrucci, tekst Petrucci) – 2:06
2. "Scene Two: I. Overture 1928" (Dream Theater) – 3:37
3. "Scene Two: II. Strange Deja Vu" (Dream Theater, Portnoy) – 5:12
4. "Scene Three: I. Through My Words" (Petrucci, Petrucci) – 1:02
5. "Scene Three: II. Fatal Tragedy" (Dream Theater, Myung) – 6:49
6. "Scene Four: Beyond This Life" (Dream Theater, Petrucci) – 11:22
7. "Scene Five: Through Her Eyes" (Dream Theater, Petrucci) – 5:29
8. "Scene Six: Home" (Dream Theater, Portnoy) – 12:53
9. "Scene Seven: I. The Dance of Eternity" (Dream Theater) – 6:13
10. "Scene Seven: II. One Last Time" (Dream Theater, LaBrie) – 3:46
11. "Scene Eight: The Spirit Carries On" (Dream Theater, Petrucci) – 6:38
12. "Scene Nine: Finally Free" (Dream Theater, Portnoy) – 11:59

## Skład

### Zespół
- James LaBrie – śpiew
- John Myung – gitara basowa
- John Petrucci – gitara
- Mike Portnoy – instrumenty perkusyjne
- Jordan Rudess – instrumenty klawiszowe

### Gościnnie
- Theresa Thomason – śpiew w utworach Through Her Eyes i The Spirit Carries On
- Chór gospel – w utworze The Spirit Carries On: Theresa Thomason, Mary Canty, Shelia Slappy, Mary Smith, Jeanette Smith, Clarence Burke Jr., Carol Cyrus, Dale Scot
- Terry Brown – głos psychiatry